# رومان هرتسوگ
رومان هرتسوگ (به آلمانی: Roman Herzog) (زاده ۵ آوریل ۱۹۳۴ – درگذشته ۱۰ ژانویه ۲۰۱۷)، سیاستمدار و هفتمین رئیس‌جمهور آلمان بود.
وی از سال ۱۹۹۴ تا ۱۹۹۹ میلادی ریاست جمهوری آلمان را بر عهده داشت.
او نخستین رئیس‌جمهوریست که پس از الحاق دو آلمان برگزیده شد. او قبل از این سمت، قاضی دادگاه قانون اساسی فدرال آلمان بود و همچنین از سال ۱۹۸۷ ریاست دادگاه قانون اساسی فدرال آلمان را بر عهده داشت.
رومان هرتسوگ در ۱۰ ژانویه ۲۰۱۷ در سن ۸۲ سالگی درگذشت.